# Těšovice (Karlovy Vary)
Těšovice é uma comuna checa localizada na região de Karlovy Vary, distrito de Sokolov‎.